# Elle Fanning
Mary Elle Fanning coneguda com a Elle Fanning   (Conyers, 9 d'abril de 1998), és una actriu estatunidenca.

## Biografia
Va entrar al món del cinema el 2001, quan tenia només 3 anys. En aquesta època, la seva germana Dakota debutava com a actriu en pel·lícules com Em dic Sam i Elle hi participava per interpretar la versió jove del personatge de la seva germana.
El seu primer gran paper, sense la seva germana Dakota, va ser a la pel·lícula de 2003 Papa cangur, on va compartir repartiment amb actors com Eddie Murphy. A partir de llavors, va intervenir en alguns dels millors projectes cinematogràfics d'aquells anys, com ara Babel i El curiós cas de Benjamin Button, dues pel·lícules que van ser nominades als Oscars i amb un gran reconeixement internacional. Així, amb menys de 10 anys ja havia treballat amb actors coneguts i guanyadors de premis Oscar com Cate Blanchett i Jeff Bridges i s'havia relacionat amb grans estrelles de Hollywood com Brad Pitt i Kim Basinger.
Entrant en l'etapa adolescent de la seva vida, el 2010 va estrenar Somewhere sota la direcció de Sofia Coppola. La cinta va guanyar el Lleó d'Or en el Festival Internacional de Cinema de Venècia d'aquell setembre.
En 2011, Fanning va protagonitzar el seu paper estel·lar com Alice Dainard en la superproducció de ciència-ficció Super 8, produïda per Steven Spielberg i dirigida per J. J. Abrams. Per aquest paper va rebre crítiques positives i sovint se cita com un dels millors aspectes de la pel·lícula.
Als 16 anys, el 2014, va ser escollida per al paper de la Princesa Aurora, la Bella Dorment, a la pel·lícula Maleficient, al costat d'Angelina Jolie. Posteriorment ha treballat en les pel·lícules Ginger & Rosa, We Bought a Zoo, The Boxtrolls, Young Ones i Trumbo.
El 2016 va aparèixer com a Jesse al thriller psicològic The Neon Demon, dirigit per Nicholas Winding Refn. La pel·lícula es va estrenar al Festival de Cinema de Cannes al maig de 2016. Aquest mateix any va aparèixer a 20th Century Women, de Mike Mills, on també hi apareixien Greta Gerwig i Annette Benning. La pel·lícula es va estrenar al Festival de Cinema de Nova York el 8 d'octubre de 2016. Després co-protagonitzà al costat de Ben Affleck Viure de nit. Va ser estrenada en una versió limitada el 25 de desembre del 2016.
El 2017, Fanning va aparèixer en el drama de Shawn Christensen, The Vanishing of Sidney Hall. La pel·lícula es va estrenar el 25 de gener de 2017, al Festival de Cinema de Sundance. També apareix com a protagonista a la pel·lícula Mary Shelley. interpretant la famosa dramaturga; a més va interpretar Alicia a la pel·lícula The Beguiled, de Sofia Coppola, que va rebre dues nominacions al Festival de Cannes. El 2019 treballà amb Woody Allen a la pel·lícula Dia de pluja a Nova York, on interpretà una noia benestant i innocent que va amb el seu xicot Gatsby (Timothée Chalamet) a passar un cap de setmana a Nova York a entrevistar un director de cinema famós, Roland Pollard (Liev Schreiber). El 2020 va interpretar Caterina la Gran, emperadora de Rússia, a la sèrie de Hulu The Great.

## Vida personal
És la germana petita de la també actriu Dakota Fanning. Admira Marilyn Monroe i té un pot de crema facial de l'actriu.

## Filmografia

### Cinema
| Any  | Títol                                      | Paper                 | Director                      | Notes           |
| ---- | ------------------------------------------ | --------------------- | ----------------------------- | --------------- |
| 2001 | Em dic Sam                                 | Lucy Dawson (nena)    | Jessie Nelson                 |                 |
| 2003 | Papa cangur                                | Jamie                 | Steve Carr                    |                 |
| 2004 | Una dona difícil                           | Ruth Cole             | Tod Williams                  |                 |
| 2005 | El meu millor amic (Because of Winn-Dixie) | Sweetie Pie Thomas    | Wayne Wang                    |                 |
| 2005 | El meu veí Totoro                          | Mei Kusakabe (veu)    | Hayao Miyazaki                | Doblatge anglès |
| 2005 | P.N.O.K.                                   | Rebecca Bullard       | Carolyn McDonald              | Curtmetratge    |
| 2006 | Déjà Vu                                    | Abbey                 | Tony Scott                    |                 |
| 2006 | Babel                                      | Debbie Jones          | Alejandro González Iñárritu   |                 |
| 2006 | I Want Someone to Eat Cheese With          | Penelope              | Jeff Garlin                   |                 |
| 2007 | Day 73 with Sarah                          | Sarah                 | Brent Hanley                  | Curtmetratge    |
| 2007 | The Nines                                  | Noelle                | John August                   |                 |
| 2007 | Reservation Road                           | Emma Learner          | Terry George                  |                 |
| 2008 | El curiós cas de Benjamin Button           | Daisy Fuller (7 anys) | David Fincher                 |                 |
| 2008 | Phoebe in Wonderland                       | Phoebe Lichten        | Daniel Barnz                  |                 |
| 2009 | Astro Boy                                  | Grace (veu)           | David Bowers                  |                 |
| 2010 | The Nutcracker in 3D                       | Mary                  | Andrei Konchalovsky           |                 |
| 2010 | Somewhere                                  | Cleo                  | Sofia Coppola                 |                 |
| 2011 | The Curve of Forgotten Things              | Nena                  | Todd Cole                     | Curtmetratge    |
| 2011 | Super 8                                    | Alice Dainard         | J.J. Abrams                   |                 |
| 2011 | Twixt                                      | V                     | Francis Ford Coppola          |                 |
| 2011 | We Bought a Zoo                            | Lily Miska            | Cameron Crowe                 |                 |
| 2012 | Ginger & Rosa                              | Ginger                | Sally Potter                  |                 |
| 2012 | Leaning Toward Solace                      | Sara                  | Floria Sigismondi             | Curtmetratge    |
| 2014 | Young Ones                                 | Mary Holms            | Jake Paltrow                  |                 |
| 2014 | Low Down                                   | Amy-Jo Albany         | Jeff Preiss                   |                 |
| 2014 | Maleficent                                 | Aurora                | Robert Stromberg              |                 |
| 2014 | The Boxtrolls                              | Winnie (veu)          | Graham AnnableAnthony Stacchi |                 |
| 2015 | Trumbo                                     | Nikola Trumbo         | Jay Roach                     |                 |
| 2015 | 3 Generations                              | Ray                   | Gaby Dellal                   |                 |
| 2016 | The Neon Demon                             | Jesse                 | Nicolas Winding Refn          |                 |
| 2016 | 20th Century Women                         | Julie Hamlin          | Mike Mills                    |                 |
| 2016 | Ballerina                                  | Félicie Lavois (veu)  | Éric Summer Éric Warin        |                 |
| 2016 | Viure de nit                               | Loretta Figgis        | Ben Affleck                   |                 |
| 2017 | The Vanishing of Sidney Hall               | Melody Jameson        | Shawn Christensen             |                 |
| 2017 | How to Talk to Girls at Parties            | Zan                   | John Cameron Mitchell         |                 |
| 2017 | The Beguiled                               | Alicia                | Sofia Coppola                 |                 |
| 2017 | Mary Shelley                               | Mary Shelley          | Haifaa al-Mansour             |                 |
| 2018 | I Think We're Alone Now                    | Grace                 | Reed Morano                   |                 |
| 2018 | Galveston                                  | Rocky                 | Mélanie Laurent               |                 |
| 2018 | Teen Spirit                                | Violet                | Max Minghella                 |                 |
| 2019 | Dia de pluja a Nova York                   | Ashleigh Enright      | Woody Allen                   |                 |
| 2019 | Maleficent: Mistress of Evil               | Aurora                | Joachim Rønning               |                 |
| 2020 | The Roads Not Taken                        | Molly                 | Sally Potter                  |                 |
| 2020 | All the Bright Places                      | Violet Markey         | Brett Haley                   |                 |
| 2024 | A Complete Unknown                         | Sylvie Russo          | James Mangold                 |                 |

### Televisió
| Any     | Títol                             | Paper               | Notes                         |
| ------- | --------------------------------- | ------------------- | ----------------------------- |
| 2002    | Taken                             | Allie Keys (3 anys) | Episodi: "Charlie and Lisa"   |
| 2003    | Judging Amy                       | Rochelle Cobbs      | Episodi: "Maxine Interrupted" |
| 2003    | CSI: Miami                        | Molly Walker        | Episodi: "Death Grip"         |
| 2004    | CSI: NY                           | Jenny Como          | Episodi: "Officer Blue"       |
| 2006    | House                             | Stella Dalton       | Episodi: "Need to Know"       |
| 2006    | Law & Order: Special Victims Unit | Eden                | Episodi: "Cage"               |
| 2006    | The Lost Room                     | Anna Miller         | 3 episodis                    |
| 2006–07 | Criminal Minds                    | Tracy Belle         | 2 episodis                    |
| 2007    | Dirty Sexy Money                  | Kiki George         | Episodi: "Pilot"              |
| 2008    | City Seventeen                    | Samantha Page       | 2 episodis                    |
| 2014    | HitRecord on TV                   | Filla               | Episodi: "RE: The Number One” |
| 2020    | The Disney Family Singalong       | Ella mateixa        | Especial de televisió         |
| 2020    | The Great                         | Caterina la Gran    | 10 episodis                   |
| 2022    | The Girl from Plainville          | Michelle Carter     | 8 episodis                    |